# 永岡商事
永岡商事株式会社（ながおかしょうじ）は広島県東広島市にある食品会社。

## 概要・沿革
1909年（明治42年）、初代永岡長右衛門が、現在の山口県長門市で羊羹の製造業を始めたことが創始である。
1923年（大正12年）に法人化するとともに、当時日本の統治下であった朝鮮半島の京城府（現・ソウル特別市）に移民し、軍用のコーヒー羊羹を製造した。
関東軍の統治拡大に伴い奉天市にも支店を設け関東軍御用達の製菓所となり事業拡大を図るが、終戦により裸一貫で下関行きの船に乗り長門市に帰国する。当時の京城にあった工場は、元社員らが払い下げを受けて1945年設立した「ヘテ製菓」として、現在のソウル市にてそのままの状態で羊羹を製造している。山口県から二代目社長が広島県広島市広瀬町に出向き製菓所の復興を始め、広瀬町から天満町に移転した。
1950年（昭和25年）に設立された警察予備隊に羊羹を納入し、自衛隊に改組された後も各自衛隊への納入をおこなった。1961年に三代目が永岡製菓株式会社を設立し、1977年に現行の社名に改称した。
2015年に本社を東広島市の工場内に移転した。